# 8-Hydroxydesoxyguanosin
8-Hydroxydesoxyguanosin oder 8-OHdG ist ein Nukleosid und ein Derivat von Desoxyguanosin. Es ist ein (meist im Morgenurin) leicht messbarer Biomarker für oxidativen Stress und die Effizienz des entsprechenden Reparatursystems. So können Konzentrationserhöhungen im Urin von Rauchern, bei Bildschirmarbeit, einer Vielzahl von Erkrankungen, unter anderem Krebs, aber auch im Gehirn von Parkinsonpatienten gefunden werden.
Der Nachweis von Konzentrationserniedrigungen dient u. a. dazu, die protektiven antioxidativen Eigenschaften von Medikamenten wie Carvedilol oder dem in grünem Tee enthaltenen Epigallocatechingallat (EGCG) zu belegen. Der analytische Nachweis von 8-OHdG erfolgt bis in den femto-molaren Konzentrationsbereich per HPLC mit gekoppeltem elektrochemischen Detektor, es wurden aber auch GC-MS und ELISA-Methoden beschrieben.